# Muhōtō

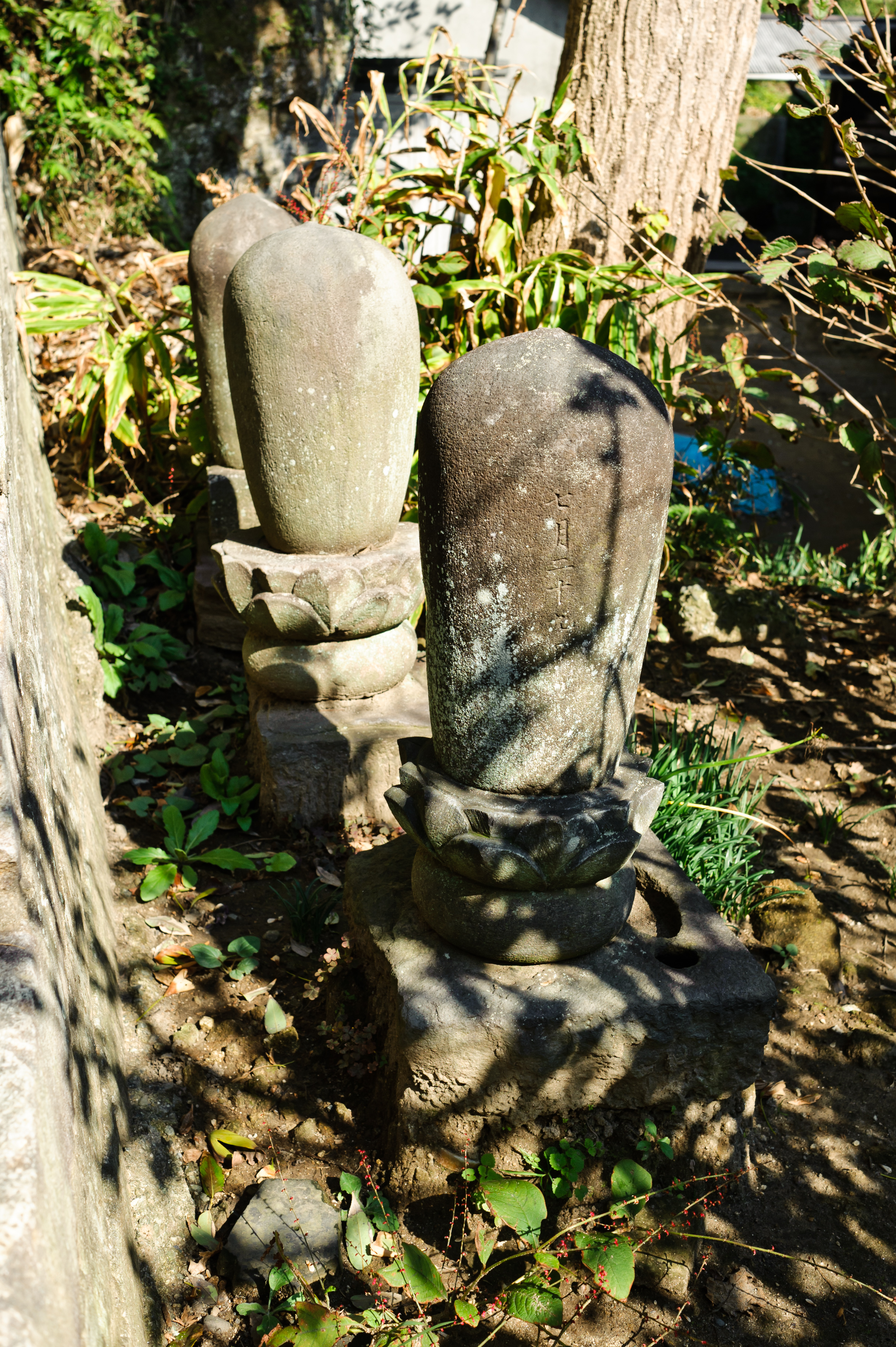
Engaku-ji muhōtō

Muhōtō (無縫塔, ook geschreven 無方塔, naadloze pagode) en rantō (卵塔, ook geschreven 蘭塔, eier-pagode) zijn twee typen eivormige Japanse pagode (tō), die het graf van een hooggeplaatste boeddhistische priester markeert. De muhōtō werd oorspronkelijk alleen door de Zen-scholen gebruikt, maar werd later ook door de anderen overgenomen. Het karakteristieke eivormige bovenste gedeelte wordt verondersteld een fallisch symbool te zijn.
Er zijn twee enigszins vergelijkbare vormen: muhōtō: naadloze pagode en rantō: eierpagode. 

## Muhōtō
Het eerste type, muhōtō, heeft een achthoekige basis (kiso) met twee treden waarvan de bovenste trede kleiner dan de onderste. Deze zeshoekige treden zijn verfraaid met gestileerde lotuspatronen in reliëf (kaeribana, 反花座). Een zeshoekige schacht rijst op uit de bovenste basissteen en deze wordt op zijn beurt bedekt door een vierkante kroonlijst. Daarbovenop staat een dubbele rij lotusblaadjes met daarop het eivormige symbool.
| De onderdelen van rantō (卵塔, 'eierpagode') en muhōtō (無縫塔, naadloze pagode) van boven naar beneden: |                                                               |                                                 |                                      |
| → | tōshin (塔身)                                                 | een bolvormig tot (omgekeerd) eivormig ornament |                                      |
| → | renben (蓮弁, 蓮花)                                           | een naar boven gericht lotusmotief              |                                      |
| → | sao (竿),                                                     | een schacht (ontbreekt bij rantō)               |                                      |
| →{ | kaeribana (反花座), kaeribanaza (反花座) of soribana (反り花) | een omgekeerd lotusmotief                       |                                      |
| →{ | kiso (基礎) of kidan (基盤)                                   | een achtkantige sokkel of basis                 |                                      |
| → | (卵形の塔身)                                                  | fundering onder de pagode (zie foto)            | fundering onder de pagode (zie foto) |

## Rantō
Rantō (卵塔, 蘭塔) is de 'eierpagode' met een eivormig pagode-lichaam of tōshin (塔身), dat direct rust bovenop een gestileerde lotusbloemblaadjes  (renben). Het geheel wordt ondersteund door een vrij hoge achthoekige basis (kiso, 基礎), met een omgekeerd lotusmotief (kaeribana, 反花座) dat elk van de acht facetten siert. 
Het verschilt van de muhōtō doordat het geen schacht (sao) heeft met zitting en een komachtige lotusbloemvorm waarin de eivorm wordt geplaatst. In plaats daarvan zit het bovenop een gestileerde lotusbasis.

## Afbeeldingen
| - 'Eierpagode' en 'Naadloze pagode' - Begraafplaats in Hyogo - Grafmonument - Graf van Vrouwe van Kasuga (Kasuga no Tsubone, 1579 – 1643) - Dayao Baita of Taiyao Witte Pagode, de grootste naadloze toren |

Aoishitōba · 
Bantōba · 
Buttō · 
Daitō · 
Gorintō · 
Hiratōba · 
Hōkyōintō · 
Hōtō · 
Hyakumantō · 
Ishitō · 
Itabi · 
Itabō · Itatōba · 
Kaisantō · 
Kasatōba · 
Kunisakitō · 
Mokutō · 
Muhōtō · 
Pantōba · Pantapō · 
Rantō · 
Sekitō · 
Sōrintō · 
Sōtō · 
Sotōba · 
Tahōtō · 
Tajūtō · Tasōtō · 
Tō · Tōba · 
Yugitō